# Sveti Petar u Šumi
Sveti Petar u Šumi (dřívější oficiální názvy Sv. Petar u Šumi nebo Petar u Šumi, italsky San Pietro in Selve) je vesnice a správní středisko stejnojmenné opčiny v Chorvatsku v Istrijské župě. Nachází se asi 10 km jihozápadně od Pazinu. V roce 2011 zde trvale žilo 1 065 obyvatel.
V současnosti se opčina skládá pouze z jedné samostatné vesnice, a to Sveti Petar u Šumi. Dříve byly součástí opčiny i vesnice Dajčići, Dolinci, Glavica, Gljušići, Jukini, Slavčići a Turčinovići, ty se však později sloučily v jediné sídlo. Krom toho se zde nacházejí též osady Banovci, Dragovanci, Kranjci, Jopi, Grgani a Tomažini, které nikdy samostatné nebyly.
Opčinou procházejí župní silnice Ž5074, Ž5075 a Ž5076. Blízko též prochází dálnice A8. Vesnice je napojena na železniční síť.